# ماتياس شتاينر
ماتياس شتاينر (بالألمانية: Matthias Steiner)‏ هو رباع نمساوي وألماني، ولد في 25 أغسطس 1982 في فيينا في النمسا.

## وصلات خارجية
- ماتياس شتاينر على موقع الاتحاد الدولي (الإنجليزية)
- ماتياس شتاينر على موقع الاتحاد الدولي (الإنجليزية)
- ماتياس شتاينر على موقع اللجنة الأولمبية الدولية (الإنجليزية)
- ماتياس شتاينر على موقع أوليمبيديا (الإنجليزية)
- ماتياس شتاينر على موقع IMDb (الإنجليزية)
- ماتياس شتاينر على موقع ميوزك برينز (الإنجليزية)
- ماتياس شتاينر على موقع قاعدة بيانات الفيلم (الإنجليزية)